# فرانسیسکو پالنسیا
فرانسیسکو پالنسیا (انگلیسی: Francisco Palencia؛ زادهٔ ۲۸ آوریل ۱۹۷۳) یک بازیکن فوتبال بازنشسته اهل مکزیک است. 
از باشگاه‌هایی که در آن بازی کرده‌است می‌توان به اسپانیول، چیواس یواس‌ای، و گوادالاخارا اشاره کرد.
وی همچنین در تیم ملی فوتبال مکزیک بازی کرده و در دو جام جهانی ۱۹۹۸ و ۲۰۰۲ به میدان رفته است.